# Зегге
Зегге (нидерл. Zegge) — небольшое село, расположенное в муниципалитете Рукфен, Северный Брабант в Нидерландах. На 1 января 2020 года в селе проживало 2045 человек. Из четырёх сёл муниципалитета Рукфен село Зегге расположено на противоположной стороне автомагистрали A58. Жители села часто проводят время в близлежащем городе Розендал.

## Название
Название Зегге происходит от низменного и часто затопляемого пастбища, где растёт много осоки («zegge» обозначает «осока в переводе с голландского), а также тростника, который в народе называют «zegge». Село «Зегге» — это не то же самое, что «Сеппе» — соседний аэропорт, который в 2014 году получил официальное название Международный аэропорт Бреда, однако в народе сохранилось прежнее название «Сеппе».

## История
В 1125 году местность вокруг Зегге называлась Турлихт-тёр-Венне (Thurlicht-ter-Venne). Дорлехт Ваартье (Deurlechts Vaartje), к западу от Зегге, является напоминанием о старом названии. Посёлок был частью области Дорлехт. Это была пограничная область между владениями Бреда и Берген-оп-Зом, она была отделена от них. Когда разрешался вопрос границ между двумя областями в 1291 году, они назывались Болота над Калсдонком (De Moeren boven Kalsdonk) и принадлежали к Берген-оп-Зум. В 1354 году люди говорили о Новом Дорлехте (Nieuwe Dorlecht), в результате чего местность Турлихт-тёр-Венне стала известна как Старый Дорлехт (Oude Dorlecht) .
Окончательно граница была установлена в 1458 году. Нынешний Зегге, который тогда назывался Земля гор над Ньивенбергом (Land van Bergen boven den Nieuwenberg), все ещё принадлежал Берген-оп-Зум. К длинному названию было добавлено ещё одно — Зегге, и в течение 18 века название Земли Зегге (Ден Ланде ван Зегге) становилось все более распространённым.
В Зегге сформировалось независимое поместье с собственным управлением. Главой был местный представитель восточного квартала Бергена-оп-Зом. Управление имело высокую юрисдикцию.
Заселение Зегге и прилегающих районов началось в 1290. 300 участков земли была выдано Жерару де Спикере Расо I вана Гавереном, королём общины Бреда. Первая перепись населения прошла в 14 веке. В 1687 году здесь проживало около 300 человек, и эта цифра оставалась почти постоянной на протяжении нескольких веков, а во второй половине 19 века заметно увеличилась.
Долгое время Зегге не был самостоятельным приходом, а имел только часовню. Говорят, что часовня Девы Марии была создана моряком после наводнения Святой Елизаветы в 1421 году. Она была построена в знак благодарности за безопасное возвращение домой. Первое письменное упоминание о часовне относится к 1459 году. Говорят, что позже была построена новая часовня, связанная с Благовещением, которое было описано в 1615 году. Часовня привлекала множество паломников. С 1648 года часовня больше не использовалась католиками, но была вновь открыта в 1810 году. В 1833 году часовня была преобразована в приходскую церковь, но в 1848 году напротив часовни была построена ещё одна церковь. Новая на тот момент приходская церковь была построена в 1912 году. В 1922 году часовня была заменена на нынешнюю. Паломничества продолжаются по-прежнему, и процессия 31 мая знаменует завершение месяца.

## Стагнация
Население деревни не увеличивается в течение многих лет; лишь несколько новых домов строится каждый год. Только местные жители имеют право на застройку деревни. Таким образом, в селе происходит старение населения.

## Достопримечательности
- Церковь Пресвятой Богородицы — это неоготическая церковь 1912 года, спроектированная Жаком ван Грюнендалем.[3]
- Пресвитерианская церковь Богоматери.
- Часовня Богоматери в Зегге[4] находится на улице Богоматери 108, напротив церкви. Нынешняя часовня датируется 1922 годом, она была спроектирована Жаком ван Грюнендалем и заменила более старую часовню. Часовня традиционно является местом паломничества, поскольку там находится чудесная статуя Девы Марии.